# روبرت بارنت (صحفي)
روبرت بارنت (بالإنجليزية: Robert Barnett)‏ هو صحفي بريطاني، ولد في 1953 في لندن في المملكة المتحدة.